# Bayerische B IX (alt)
Die ersten vier als B IX der Königlich Bayerischen Staatsbahn bezeichneten Lokomotiven waren von der Lokomotivfabrik Strousberg gekauft. Sie wurden 1873 an die Reichseisenbahnen in Elsaß-Lothringen verkauft und dort zunächst unter der Gattung B 4 geführt, ab 1906 als Gattung P 1. Sie waren mit einem Schlepptender der Bauart 3 T 10 ausgestattet.